# 바쿠라우
바쿠라우(Bacurau)는 브라질에서 제작된 클레베르 멘돈사 필류와 줄리아노 도르넬레스 감독의 2019년 미스터리, 스릴러, 서부 영화이다. 우도 키에르 등이 주연으로 출연하였다.
위어드 웨스트 영화이며 브라질과 프랑스가 공동으로 제작하였다. 2019년 칸 영화제의 황금종려상 부문에 출품되었으며 심사위원상을 받았다.

## 출연

### 주연
- 우도 키에르 : 마이클 역
- 소냐 브라가 : 도밍가스 역
- 토마스 아퀴노 : 파코테, 아카시오 역

### 조연
- 바르바라 콜린 : 테레사 역
- 실베로 페레이라 : 룽가 역
- 카리네 텔레스 : 포라스테이라 역
- 크리스 두벡 : 윌리 역
- 조니 마스 : 테리 역